# Robert Pogue Harrison
Robert Pogue Harrison (geboren 1954 in Izmir, Türkei) ist ein US-amerikanischer Romanist und Kulturphilosoph. Seit 2024 ist er emeritierter Professor der Stanford University.

## Leben
Robert Pogue Harrison wuchs in Rom auf. Er erhielt 1976 an der Santa Clara University einen Bachelor-Abschluss, 1984 wurde er mit einer Arbeit über Dantes La Vita Nuova an der Cornell University promoviert. Seit 1985 arbeitet er an der Stanford University, seit 1995 als Professor für italienische und französische Literatur.
Im Jahr 2007 wurde er Mitglied der American Academy of Arts and Sciences. Harrison wurde 2014 zum Ritter des französischen Ordre des Arts et des Lettres ernannt.
Er befasste sich kulturphilosophisch u. a. mit Dante, Vico, Nietzsche, den Wäldern in der westlichen Vorstellung, den Gärten, der Beziehung von Toten zu den Lebendigen, dem Alter.

## Schriften (Auswahl)
- A phenomenology of the Vita nuova. Ann Arbor, MI, 1985. Dissertation
- The Body of Beatrice. Baltimore: Johns Hopkins University Press, 1988
- Forests: The Shadow of Civilization.  Chicago: University of Chicago Press, 1992
  - Wälder : Ursprung und Spiegel der Kultur. Übersetzung Martin Pfeiffer. München : Hanser, 1992
- Rome, la pluie: a quoi bon littérature? Paris: Flammarion, 1994
  - Im römischen Regen. Übersetzung Michael Müller. München : Hanser, 1995
- The Dominion of the Dead.  Chicago: University of Chicago Press, 2003
  - Die Herrschaft des Todes. Übersetzung Martin Pfeiffer. München : Hanser, 2006
- Gardens: An Essay on the Human Condition.  Chicago: University of Chicago Press, 2008
  - Gärten : ein Versuch über das Wesen der Menschen. Übersetzung Martin Pfeiffer. München: Hanser, 2010
- mit Michael R. Hendrickson, Robert B. Laughlin, Hans Ulrich Gumbrecht: What is Life? The Intellectual Pertinence of Erwin Schrodinger. Stanford University Press, 2011
- Juvenescence: A Cultural History of Our Age.  Chicago: University of Chicago Press, 2014
  - Ewige Jugend : eine Kulturgeschichte des Alterns. Übersetzung Horst Brühmann. München: Carl Hanser, 2015